# Kasarski-Klasse
Die Kasarski-Klasse (russisch типа Казарский) war eine Klasse von sechs Torpedokreuzern der Kaiserlich Russischen Marine. Auf Grund ihrer Größe und Bewaffnung wäre die Bezeichnung Torpedokanonenboot oder Zerstörer zutreffender gewesen. Die Typbezeichnung Zerstörer führte die russische Marine aber erst 1907 ein. Zu diesem Zeitpunkt waren den alten Booten aber schon andere Aufgaben zugewiesen worden.
Gebaut wurden die Boote von der Werft Ferdinand Schichau in Elbing und zwei russischen Werften nach Schichau-Plänen. Sie kamen in den drei Hauptstationierungszonen der Kaiserlich Russischen Marine (Ostsee, Schwarzes Meer, Ostasien) zum Einsatz. Durch die Kriegsereignisse setzen später auch Japan und Finnland je zwei Boote der Klasse ein.

## Baugeschichte
Die Boote der Kasarski-Klasse sollten Torpedoangriffe auch in größerer Distanz zur Basis durchführen. Die sechs als Klasse bezeichneten Boote wurden in vier Losen bestellt.
Die Kasarski (russisch Казарский), das Typschiff der Klasse, wurde 1888 von der russischen Marine bei Schichau für die Schwarzmeerflotte bestellt. Das am 19. August 1889 vom Stapel gelaufene Boot war eine Abwandlung der deutschen Divisiontorpedoboote und wurde 1890 fertiggestellt. 1891 orderte die russische Marine mit der Griden (russisch Гридень) einen Nachbau, der bei der Admiralitätswerft in Nikolajew, heute Mykolajiw in der Ukraine, gebaut werden sollte. Wegen der mangelnden Erfahrung dieser Werft wurde die Griden als letztes Boot der Klasse erst im November 1895 fertiggestellt.
Die Konstruktionswerft Schichau erhielt im Jahr 1891 noch den Auftrag für zwei sehr ähnliche Boote von Montenegro, das allerdings schon bald die Kosten nicht mehr aufbringen konnte. Die russische Marine übernahm die Aufträge. Am 8. Dezember 1891 lief das erste Boot vom Stapel, das zweite folgte am 13. April 1892. Die beiden Boote wurden dann im Juni 1892 als Wojewoda (russisch Воевода) und Possadnik (russisch Посадник) für die Baltische Flotte übernommen.
Der letzte Auftrag für zwei weitere Boote dieser Klasse erging 1892 an die Chrichton-Werft in Abo, dem heute finnischen Turku. Dort wurden die  Wsadnik  (russisch Всадник) und die Gaidamak (russisch Гайдамак) 1894 fertiggestellt und von der Baltischen Flotte übernommen.
Die Chrichton-Werft baute anschließend noch den letzten Torpedokreuzer der ersten Beschaffungsphase der Kaiserlich Russischen Marine mit der Abrek von 535 t, die eine vergrößerte Ausführung der Kasarski-Klasse war.
Die Bewaffnung der Boote bestand aus sechs 47-mm-Hotchkiss-Schnellfeuerkanonen. Dazu kamen noch drei 37-mm-L/45-Hotchkiss-Maschinenkanonen. Die Torpedobewaffnung bestand aus zwei 381-mm-Torpedorohren. Eines war starr im Bug eingebaut, während das zweite voll drehbar auf dem Rumpf installiert war. Die Boote waren die ersten russischen Torpedofahrzeuge, die diese Waffe in jede Richtung einsetzen konnten. Die Boote waren Einschornsteiner und Einschraubenboote.
Ab 1907 wurden die vier bei der russischen Marine verbliebenen Boote umbewaffnet, da sie jetzt als Depeschenboote eingesetzt wurden.

## Einheiten
| Name                 | Bauwerft                     | Kiellegung  | Stapellauf        | Indienststellung | Verbleib |
| -------------------- | ---------------------------- | ----------- | ----------------- | ---------------- | --- |
| Kasarski (Казарский) | F. Schichau, Elbing          | 1888        | 1889              | 1890             | Dezember 1920 Sowjetische Flotte, November 1925 gestrichen                                                        |
| Griden (Гридень)     | Admiralitätswerft, Nikolajew | Juni 1891   | 12. November 1893 | November 1895    | 1913 gestrichen                                                                                                   |
| Wojewoda (Воевода)   | F. Schichau, Elbing          | Juli 1891   | 8. Dezember 1891  | Juli 1892        | April 1918 von Finnland erobert, Matti Kurki, 1937 gestrichen                                                     |
| Possadnik (Посадник) | F. Schichau, Elbing          | August 1891 | 13. April 1892    | Juli 1892        | April 1918 von Finnland erobert, Klas Horn, 1957 gestrichen                                                       |
| Wsadnik (Всадник)    | Crichton-Werft, Abo          | 1892        | Juli 1893         | 1894             | 15. Dezember 1904 in Port Arthur versenkt, von Japan gehoben, Makigumo, 1911 außer Dienst, 1913 verschrottet      |
| Gaidamak (Гайдамак)  | Crichton-Werft, Abo          | 1892        | September 1893    | 1894             | 2. Januar 1905 in Port Arthur selbst versenkt, von Japan gehoben, Shikinami, 1911 außer Dienst, 1913 verschrottet |

## Einsatzgeschichte
Als erstes Schiff der Klasse wurde 1890 die Kasarski von der russischen Marine übernommen und in das Schwarze Meer überführt. Benannt war das Schiff nach Alexander Iwanowitsch Kasarski (1797–1833), dem Befehlshaber der 18-Kanonen-Brigg Mercury im Russisch-Osmanischen Krieg von 1828/1829, die sich gegen zwei türkische Linienschiffe behauptete.
Als zweiter sogenannter Torpedokreuzer nach der Leutnant Iljin zeigte sie Vorteile gegenüber dem älteren Entwurf. Durch das voll drehbare Decks-Torpedorohr, die höhere Geschwindigkeit und die niedrigere Silhouette war sie das bessere Angriffsboot. Auch war sie billiger in der Anschaffung. Dies führte zur Beschaffung fünf weitere Boote des von Schichau entwickelten Typs, auch wenn die Kasarski nicht ohne Nachteile war, da sie stark vibrierte und auch Schwierigkeiten mit sehr unruhigen Seeverhältnissen hatte. Im September 1907 wurde sie zu einem Depeschenboot umklassifiziert und umbewaffnet. Die alten Geschütze und die Torpedorohre wurden entfernt und dafür drei 75-mm-L/50-Canet-Schnellfeuergeschütze und vier Maschinengewehre installiert.
Die Kasarski fiel durch die Eroberung von Sewastopol am 1. Mai 1918 in deutsche Hände. Ein Einsatz des alten Bootes konnte nicht festgestellt werden. Durch den weiteren Kriegsverlauf wechselte das Boot mehrfach den Besitzer, da am 24. November 1918 britische und französische Truppen die Stadt besetzten, dann am 29. April 1919 die Rote Armee die Stadt eroberte, aber am 24. Juni durch Weiße Truppen wieder vertrieben wurden, die das alte Boot tatsächlich wieder in Dienst stellten, es aber am 14. November 1920 in Sewastopol zurückließen. Die nachrückenden sowjetischen Streitkräfte nahmen die Kasarski am 15. Dezember 1920 als Minenleger mit einer Kapazität für 50 Minen in Dienst. Diese Aufgabe wurde 1923 wieder aufgegeben und das alte Boot 1925 ausgesondert, um 1927 abgewrackt zu werden.
Bei der Schwarzmeerflotte kam auch das letzte fertiggestellte Boot der Klasse, die Griden (Leibwächter), ab November 1895 zum Einsatz, die als einziges Boot auch am Schwarzen Meer gebaut worden war. Auch sie wurde im September 1907 zu einem Depeschenboot umklassifiziert, aber nicht umbewaffnet. Ab Juni 1908 war sie nur noch Wachschiff im Stützpunkt und 1913 wurde sie als erstes Schiff der Klasse in russischen Diensten gestrichen.
Im Juni 1892 übernahm die russische Marine dann die beiden bei Schichau gebauten Boote Wojewoda (Kriegsherr) und Possadnik (Bürgermeister), die ursprünglich von König Nikola von Montenegro bestellt worden waren. Sie blieben bei der Baltischen Flotte in der Ostsee und dienten vor allem als Begleitboote der kaiserlichen Yacht und transportierten auch Gäste, so dass die militärische Nutzung der Boote nicht vorrangig war. Sie dienten auch für verschiedene Versuche und die Wojewoda unterstützte 1906 Versuche mit Unterseebooten vor Libau. Im Oktober 1907 wurden Wojewoda und Possadnik auch in Depeschenboote umklassifiziert. Trotz des Dienstes als Begleitboote wurden sie umbewaffnet. 1909 ersetzte man auf beiden Booten zwei der 47-mm-Kanonen durch 57-mm-L/50-Geschütze.
1910 wurden auf der Wojewoda alle vorhandenen Geschütze und die Torpedorohre entfernt. Sie wurden durch zwei 75-mm-L/50-Geschütze und zwei Maschinengewehre ersetzt. Die Possadnik erhielt ebenfalls diese neuen Waffen, behielt aber zwei 57-mm-L/50-Geschütze. 1911 wurde die auch als Artillerieschulschiff dienende Possadnik erneut umbewaffnet. Ihre Bewaffnung bestand dann bis 1917 aus einem 102-mm-L/60-Geschütz, einer verbliebenen 75-mm-Kanone und drei Maschinengewehren.
Während des Ersten Weltkriegs dienten beide Boote als Schul- und Geleitboote. Auf der Possadnik wurde die 75-mm-Kanone 1917 durch ein zweites 102-mm-Geschütz ersetzt. 1917 schlossen sich beide Boote der Roten Flotte an. Im April 1918 wurden beide Boote in Pori am Bottnischen Meerbusen von finnischen Truppen besetzt, da sie Pori wegen der Eisverhältnisse und der unsicheren Minenlage nicht verlassen konnten. Beide Boote wurden von der Sowjetunion nach dem Friedensschluss mit Finnland 1920 an dieses abgetreten.
1894 kamen dann die im finnischen Abo/Turku gebauten Wsadnik (Reiter) und die Gaidamak (männlich) in den Dienst der Baltischen Flotte, wurden aber schon kurz nach Indienststellung zum Pazifischen Geschwader verlegt. Die Verlegung der ersten modernen Boote zum Geschwader im Fernen Osten wurde ab dem Mittelmeer von der Panzerfregatte Pamjat Asowa unterstützt. Beide Boote blieben von 1894 bis 1904 dort auf der Station zuerst in Wladiwostok und dann in Port Arthur, wo beide während des Russisch-Japanischen Kriegs verloren gingen. Die Wsadnik wurde von der Landartillerie der japanischen Angreifer noch im Dezember 1904 versenkt, die Gaidamak wurde am 2. Januar 1905 von der eigenen Besatzung vor der Kapitulation neben dem Schwesterboot selbstversenkt, an dem auch weitere Zerstörungen vorgenommen wurden.
Die beiden in flachem Wasser auf Grund liegenden Boote, von denen erhebliche Teile noch aus dem Wasser ragten, wurden von den Japanern noch 1905 gehoben und als Zerstörer in die japanische Flotte eingereiht.

### Einsatz unter japanischer Flagge
Als erste Boote gingen die beiden in Finnland gebauten Ostasien-Boote des Pazifischen Geschwader in Port Arthur verloren. Die Japaner hoben beide in flachem Wasser versenkten Boote 1905 und stellten sie als Makikumo (ex Wsadnik) und Shikinami (ex Gaidamak) in Dienst. 1911 wurden die beiden Boote allerdings schon wieder außer Dienst gestellt und 1913 abgebrochen.

### Einsatz unter finnischer Flagge
Die beiden im April 1918 in Pori von finnischen Truppen besetzten Boote kamen als Minenleger, dann Kanonenboote Klas Horn (ex Possadnik) und Matti Kurki (ex Wojewoda) in den Dienst der neugebildeten finnischen Marine. Da die Boote von ihren russischen Besatzungen gut erhalten waren, konnten sie schon ab Mai 1918 eingesetzt werden. Sie waren anfangs als Minenleger vorgesehen und erhielten im finnischen Dienst zwei 102-mm-Canet-Kanonen und sollten 50 Minen tragen. Da ein Einsatz der schweren russischen Kanonen nur bei ruhiger See und gestopptem Schiff möglich war, wurden sie später durch zwei 75-mm-Kanonen ersetzt.
Die Matti Kurki erhielt den Namen eines Sagen umwobenen finnischen Häuptlings aus dem 13. Jahrhundert. Das Kanonenboot Matti Kurki wurde 1937 wie ihr Schwesterboot außer Dienst gestellt und als Zielschiff verwendet. Das Wrack soll im Winterkrieg 1939/1940 als Flakbatterie mit einer 76,2-mm-Flak in Katajanokka, Helsinki, gedient haben und danach verschrottet worden sein.
Die Klas Horn trug den Namen des schwedischen Admirals Klas Horn (1517–1566), der aus Finnland stammte. Die Klas Horn war anfangs das Flaggschiff der finnischen Marine. Von 1929 bis 1931 diente sie als U-Boot-Tender. 1937 wurden die Kanonenboote Klas Horn und Matti Kurki außer Dienst gestellt.
 Der Rumpf der Klas Horn wurde zu einem Basis-/Wohnschiff für hydrographische Untersuchungen umgebaut. Allerdings musste sie nun zu den Einsatzorten geschleppt werden. Während der Olympischen Spiele 1952 wurden die erhaltenen Repräsentationsräume des ehemaligen Beischiffes der Zarenyacht genutzt. 1957 wurde der Rumpf verkauft und sollte als Jugendcafé genutzt werden. 1962 geriet das Boot bei Umbauarbeiten in Brand und wurde anschließend verschrottet.